# XI. Fliegerkorps
O XI. Fliegerkorps foi um corpo da Luftwaffe que atuou desde o mês de Dezembro de 1942 até Outubro de 1943.

## Comandante
- Generaloberst Kurt Student, 19 de Dezembro de 1940 - 1 de Março de 1944[1]

## Chef des Stabes
- Generalmajor Alfred Schlemm, 19 de Dezembro de 1940 - 7 de Fevereiro de 1942[1]
- Oberst Heinrich Trettner, 7 de Fevereiro de 1942 - 4 de Outubro de 1943[1]

## Fliegerführer XI. Fliegerkorps
- Generalmajor Gerhard Conrad, 21 de Dezembro de 1940 - 31 de Janeiro de 1943[1]

Formado no dia 1 de Janeiro de 1941 em Berlin-Tempelhof como Replacement/Training QG para as tropas paraquedistas. No mês de Março de 1944 foi renomeado 1. Fallschirm-Armee.
O QG permaneceu em Berlin-Tempelhof até 1943, sendo após movido para Nimes.

## Ordem de Batalha
controlou estas unidades, incluindo a Luftnachrichten-Abteilung 41.

### 31 de Agosto de 1942
- Stab/LLG1 with 8 DFS 230
- I./LLG1 (Übungsgruppe) com 81 DFS 230
- II./LLG1 (Übungsgruppe) com 4h 126 e 46 DFS 230
- III./LLG1 (Übungsgruppe) com 76 DFS 230
- Stab/LLG2 com 1 He 111, 2 Go 242 e 2 Go 244
- I./LLG2 com 1 He 111, 30 Go 242 e 6 DFS 230
- II./LLG2
- 3.(GS)/KGzbV2 com 1 He 111Z e 1 Me 321
- 4.(GS)/KGzbV2 com 1 He 111Z e 11 Me 321
- Erg.Gr.(S) 1 com 1 Ju 87 e 32 DFS 230
- Erg.Gr.(S) 2 com 22 DFS 230

### 10 de Julho de 1943 (QG emNimes)
- III./LLG1 em Valence com 32 h 126 e 120 DFS 230
- I./LLG2 em Orange com 27 He 111 e 188 Go 242
- DFS-Staffel 23 em Orange com 69 DFS 230
- Arbeitsstab Hptm. Pohl em Istres com 11 He 111Z e 20 Me 321
- II./LLG1 em Aix-les-Milles com 23 Ju 87 e 24 DFS 230
- Stab/LLG1 em Lezignan
- I./LLG1 em Lezignan com 52 Do 17 e 136 DFS 230
- TGr.30 em Orange com 45 He 111
- 5. (Fl.Kp.)/Ln.Abt. 41 com 4 Ju 52, 2 Go 242 e 13 DFS 230
- 1. Fallschirm-Jäger-Division em Avinhão
- 2. Fallschirm-Jäger-Division em Arles